# Marie Bregendahl
Marie Bregendahl (* 6. November  1867 in Bregenda in der Kirchengemeinde Fly Sogn, in der heutigen Kommune Viborg bei Skive; † 22. Juli 1940 in Kopenhagen) war eine dänische Schriftstellerin.

## Leben

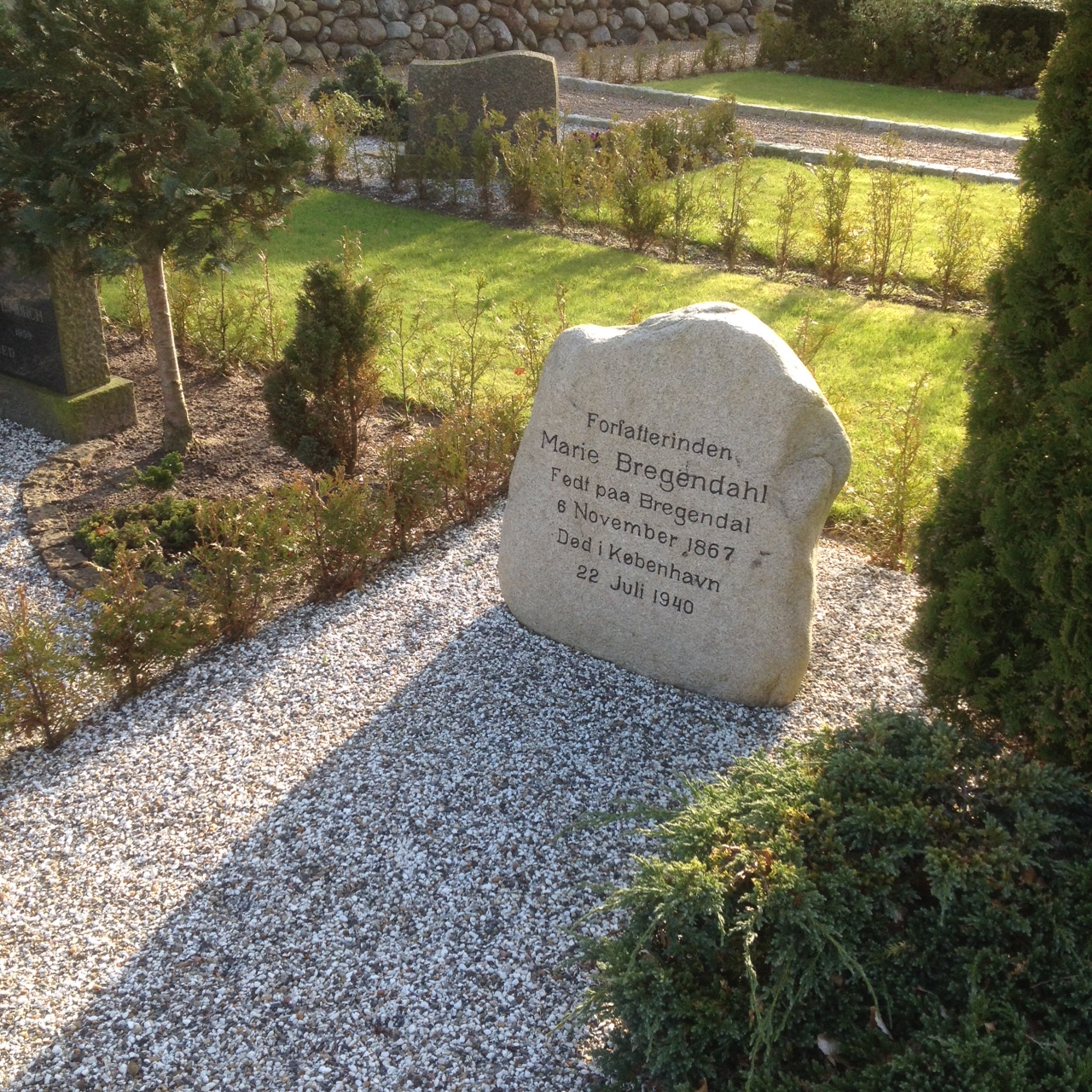
Grabstein Marie Bregendahls auf dem Friedhof von Fly

Marie Sørensen wurde als Tochter des Bauern Peder Sørensen geboren und war die älteste von acht Geschwistern. Ihr Vater setzte später eine Namensänderung nach dem Stammhof Bregendahl durch – sie übernahm den Namen 1923 wieder. Ihre Mutter starb früh und so musste Marie viel Verantwortung auf dem Hof übernehmen.
Zuvor mit einem Bauern verlobt, ging Bregendahl 1893 mit dem jütländischen Volkserzähler Jeppe Aakjær eine Ehe ein, während der sie mit Literatur in engeren Kontakt kam. Das gemeinsam geführte Gasthaus in Kopenhagen gab das Ehepaar nach der Scheidung 1900 auf.
Sie schrieb vor allem Werke der sogenannten regionalen Literatur, in denen sie, meist aus der Perspektive von Frauen, das entbehrungsreiche Leben der Landbevölkerung schilderte. Ihr Verständnis der sozialen Problematik kam aus eigener Anschauung: Bregendahls Vater war Bauer im Bezirk Viborg, und sie selbst verbrachte ihr ganzes Leben in dem Landstrich, in dem ihre Bücher spielten.
1927 gewann Marie Bregendahl den Tagea Brandts Rejselegat, einen seit 1924 jährlich vergebenen dänischen Preis für herausragende akademische, künstlerische oder literarische Leistungen von Frauen in Form eines Reisestipendiums.

## Werke (Auswahl)
- 1904: Hendrik i Bakken (Roman)
- 1912: En Dødsnat (Roman)
  - 1920: Eine Todesnacht, übersetzt von Marie Dietz
- 1926: Med aabne Sind (Novelle)
- 1934–1935: Holger Hauge og hans Hustru (Romanzyklus)
  - 1938: Holger und Kirstine übersetzt von Amico Schilling
- 1935: Sødalsfolkene
- 1936: Møllen og andre Fortællinger (Erzählungen)
  - 1943: Die Mühle, übersetzt von Alexander Baldus
- 1937: Filtret Høst (Versbuch)